# إد أوليفر
إد أوليفر (بالإنجليزية: Ed Oliver)‏ هو لاعب غولف أمريكي، ولد في 6 سبتمبر 1915 في ويلمنغتون في الولايات المتحدة، وتوفي في 21 سبتمبر 1961.